# Castelul Regal din Varșovia
Castelul Regal din Varșovia (numit și Palatul Regal; în poloneză Zamek Królewski w Warszawie) este o mare construcție cu 3 etaje cu un turn deasupra intrării principale în stil gotic din Varșovia, Polonia. Castelul datează din epoca Ducatului de Mazovie (Sec. XIII). A servit drept reședință mai multor regi polonezi. 

## Istorie
Castelul Regal a fost construit în cursul secolului al XVII-lea. El a fost restaurat — după un incendiu, — de Stanislaw August Poniatowski, ultimul rege al Poloniei (1763-1795). 
Construcția este compusă din cinci aripi, în fața acestui ansamblu, pe poziția centrală, fiind ridicată o poartă, ce se încheie, pe axa înălțimii sale, cu un turn. În anul 1569, Giovani Battista Quadro transformă o veche construcție într-o reședință în stil renascentist, care, în anul 1741, suferă din nou unele modificări ce au ca scop punerea în evidență a stilului rococo. Această construcție impresionantă a fost reședința monarhilor și a Seimului (o adunare legiuitoare constituită din cele mai reprezentative persoane aparținând marilor familii nobiliare poloneze).
În anul 1818, la indicațiiie lui Alexandru I, teritoriul din preajma castelului a fost adaptat la stilul epocii. În locul porților a fost sădită o grădină și construită o biserică ortodoxă. 
După războaiele lui Napoleon, interiorul castelului a fost reconstruit, lucrările fiind conduse de către arhitectul Jakub Kubicki. Pe timpul administrației țariste, castelul a servit drept reședintă oficială a împăraților ruși. A fost reședința preferată a țarilor Alexandru I și Nicolae I. În 1829, Nicolae I fusese încoronat aici rege al Poloniei. 
După ce Seimul polonez l-a înlăturat pe Nicolae I de pe tronul Poloniei, castelul a fost supus unor atacuri demolatoare. Sălile lui au fost demontate, se interziceau ședințele oficiale. Tronurile poloneze, colecția de picturi istorice și portretele regilor Poloniei au fost mutate la Petersburg. Din 1831, în castel sau stabilit guvernatorii Poloniei. 
În anul 1939, castelul a fost supus unui bombardament dezlănțuit de aviația germană, iar pe parcursul a 5 ani de deflagrație — distrus definitiv. După cel de-al Doilea Râzboi Mondial, pe parcursul mai multor decenii, până în anul 1980 castelul a fost reconstruit.

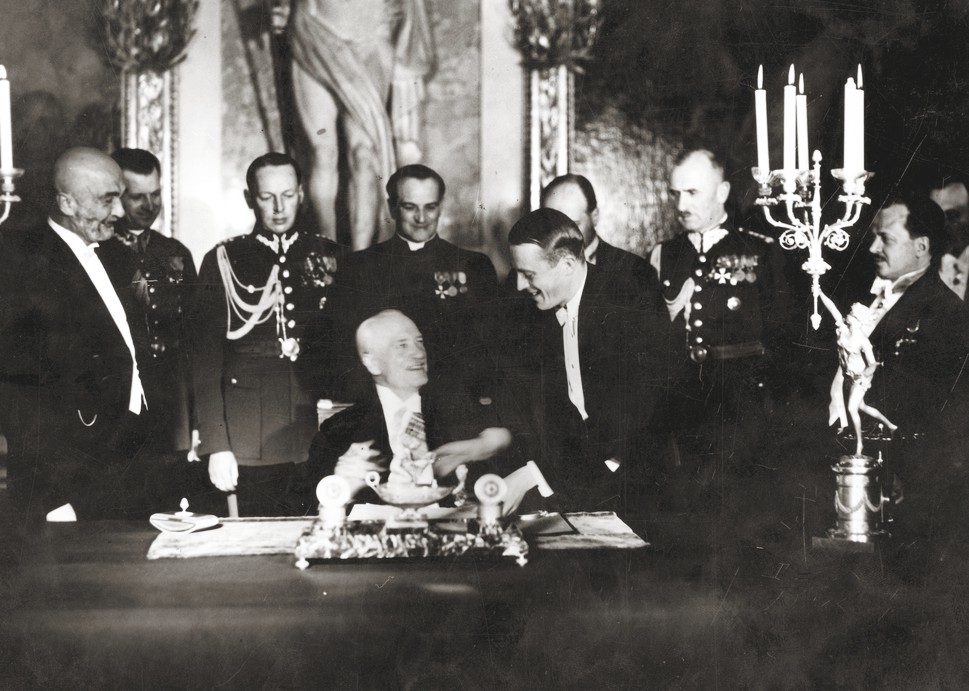
Ceremonia de semnare a constituției din aprilie

## Încăperile castelului
Acest castel deține un număr mare de săli de primire, printre care: o sală de bal în stil baroc, o galerie și o capelă. Pictura lui Marcello Bacciarelli, care se află în vechea sală de audiențe, a fost restaurată pe baza imaginilor unei fotografii, intenția restauratorilor fiind aceea de a readuce la lumină o perioadă plină de înflorire a culturii, științei, comerțului. Capela privată, cu o cupolă incasetată, căreia Domenico Merlini i-a găsit o formulare arhitectonică deosebit de expresivă, este susținută pe pilaștri liberi, ceea ce corespunde unui nou curent, care, în acea perioadă pătrundea, cu forță, în peisajul arhitectonic european: clasicismul. Seria de lucrări care au adăugat noi elemente acestei construcții se încheie odată cu anul 1644, când Coloana lui Sigismund suferă o nouă modificare, în stil baroc, după care își reia vechiul său loc, în Piața Palatului.
Interioarele somptuoase și decorațiunile elegante, de o deosebită originalitate, au fost create între anii 1770-1786, după planurile lui Domenico Merlini, în timpul domniei ultimului rege polon, Stanislaw August Poniatowski. 
Castelul regal avea legătură subterană cu catedrala Sf. Ioan, care se invecinește cu curtea castelului regal.
- Capela

Capela face parte din interioarele palatului, așezată la o extreme a sa. Într-o urnă, se păstrează inima eroului național Tadeusz Kościuszko  (1746-1817).
- Sala „Canaletto”

În această sală sunt expuse picturi realizate de Bernardo Bellotto, precum și tablouri care reprezintă Varșovia din trecut.

Interiorul Castelului
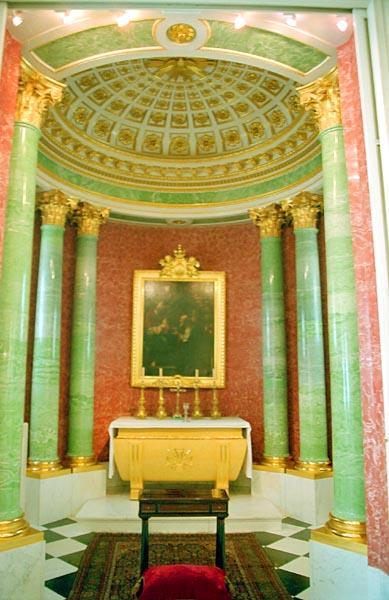
Capela Palatului
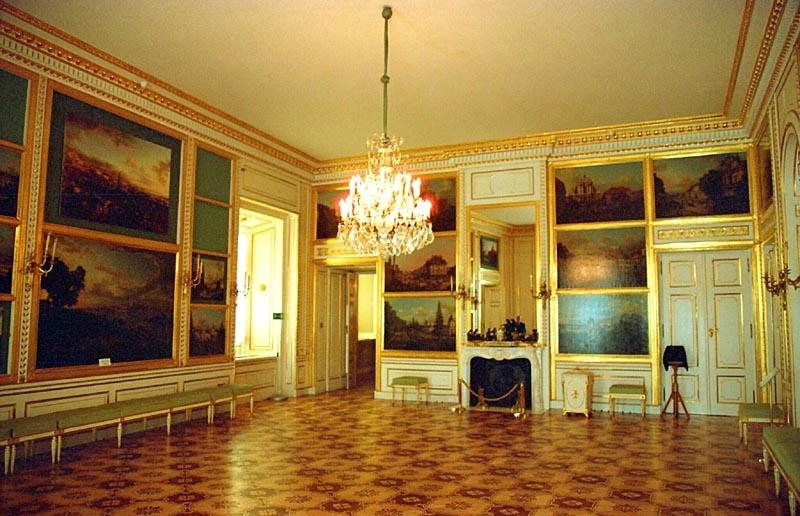
Sala „Canaletto”
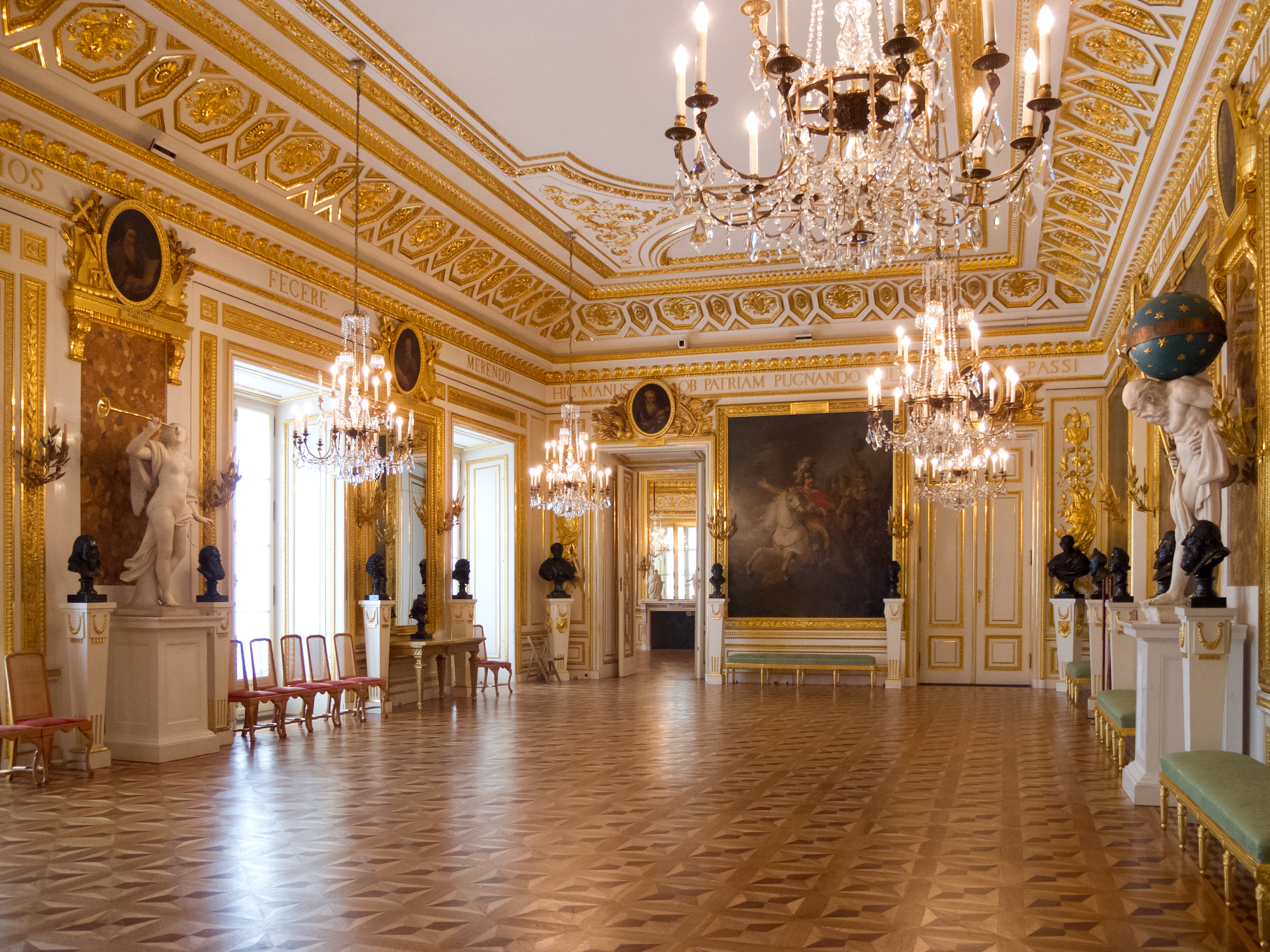
Sala cavalerilor
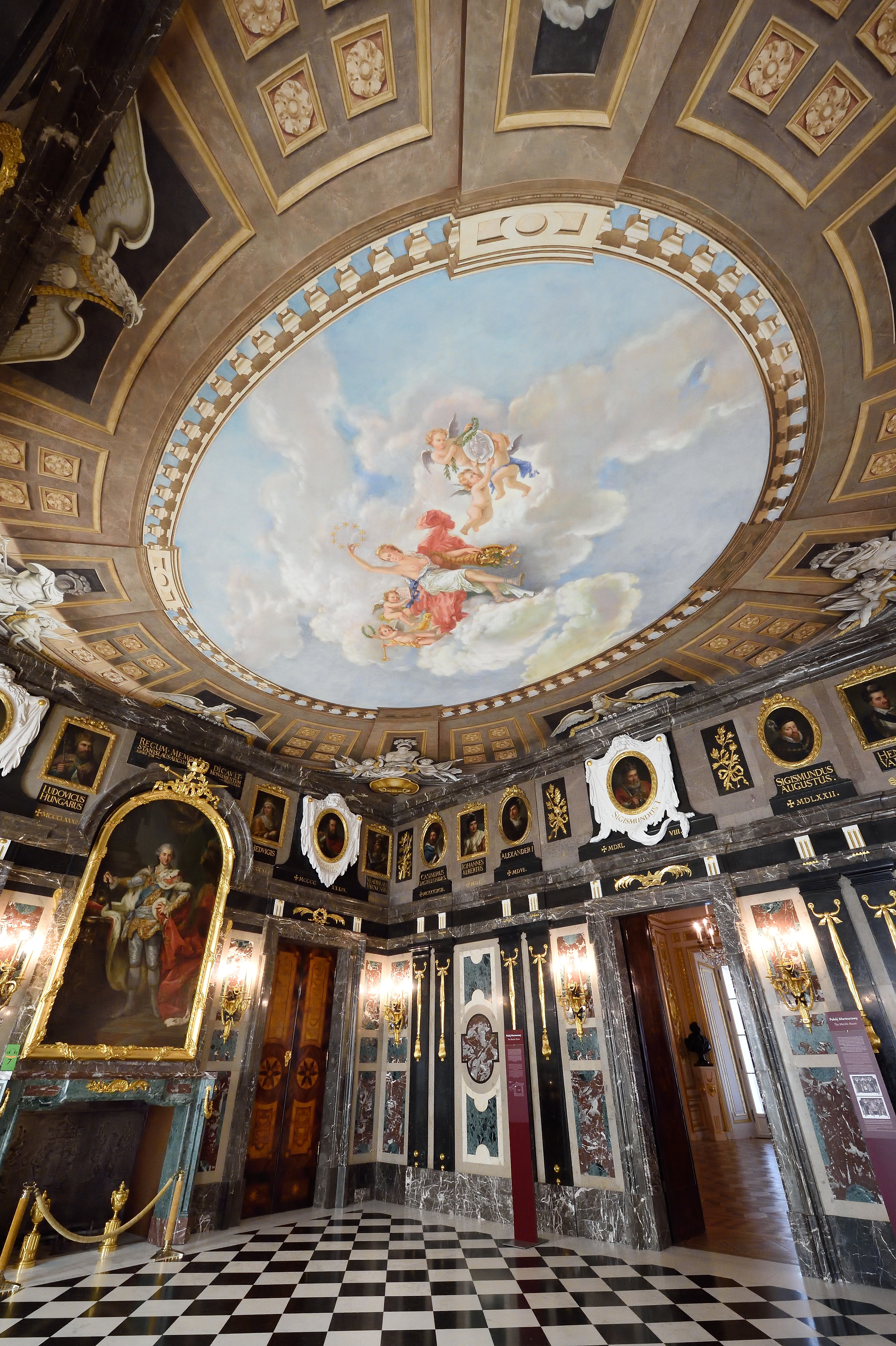
Sala de marmoră
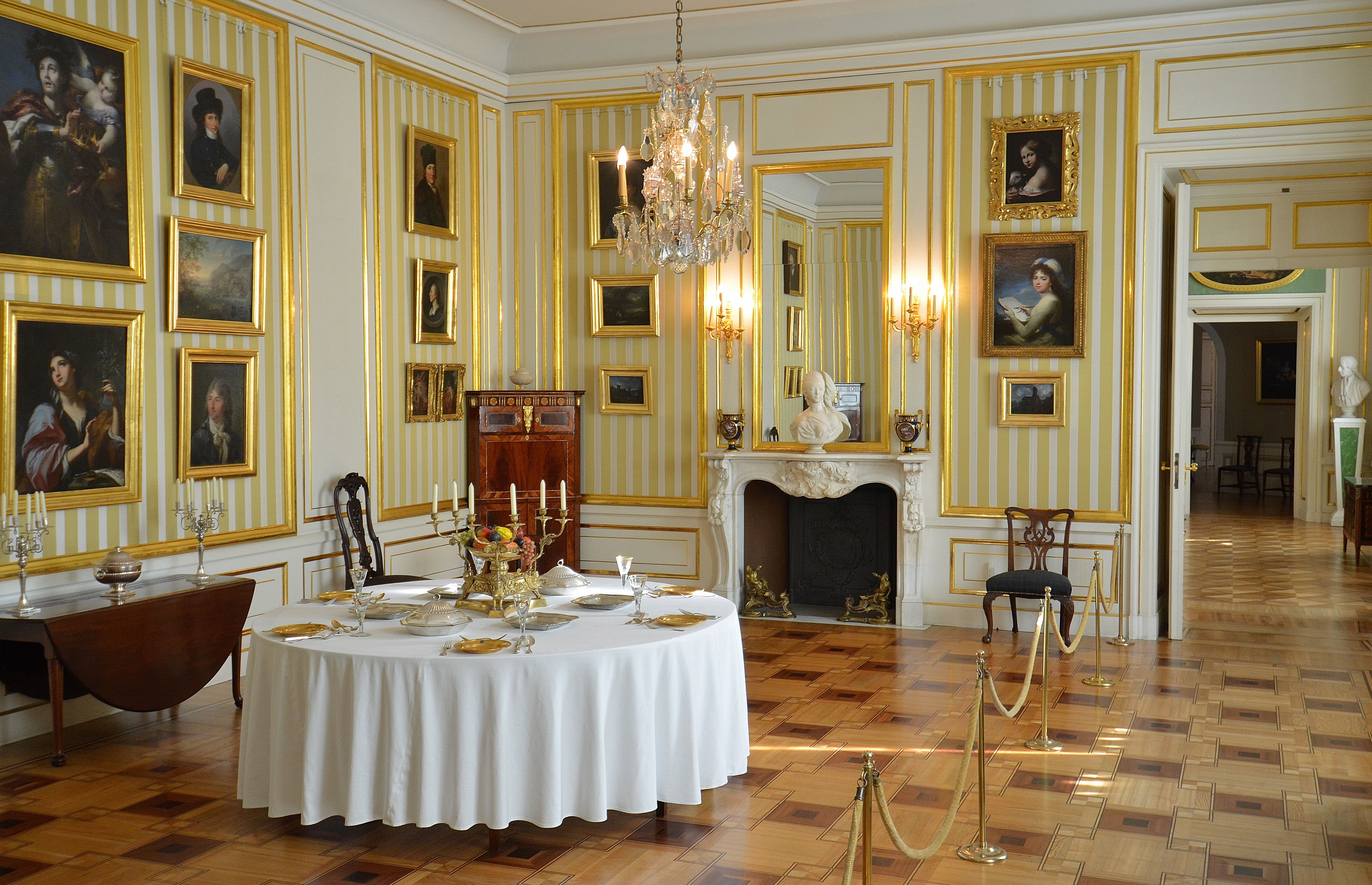
Sala galbenă
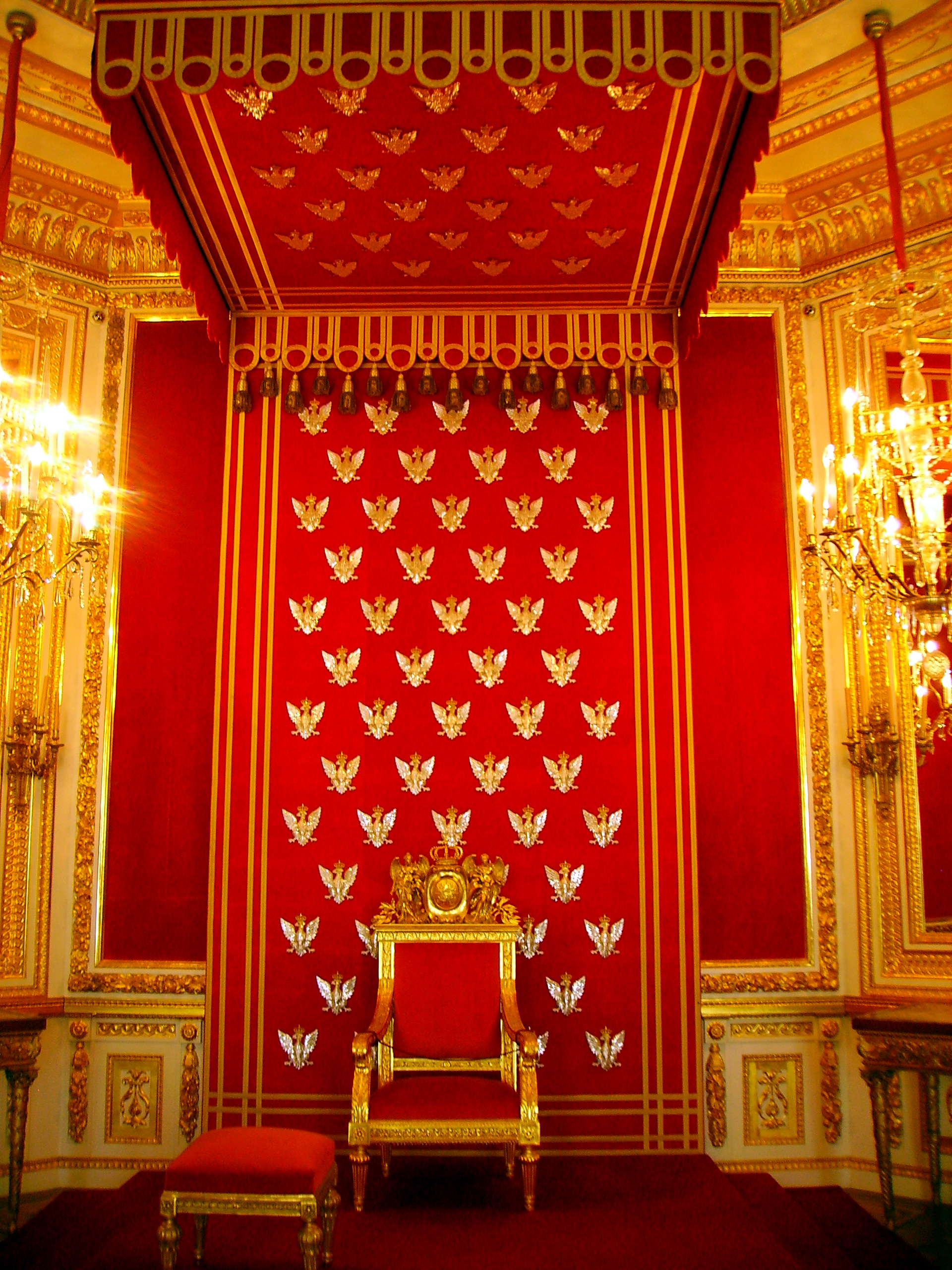
Sala tronului
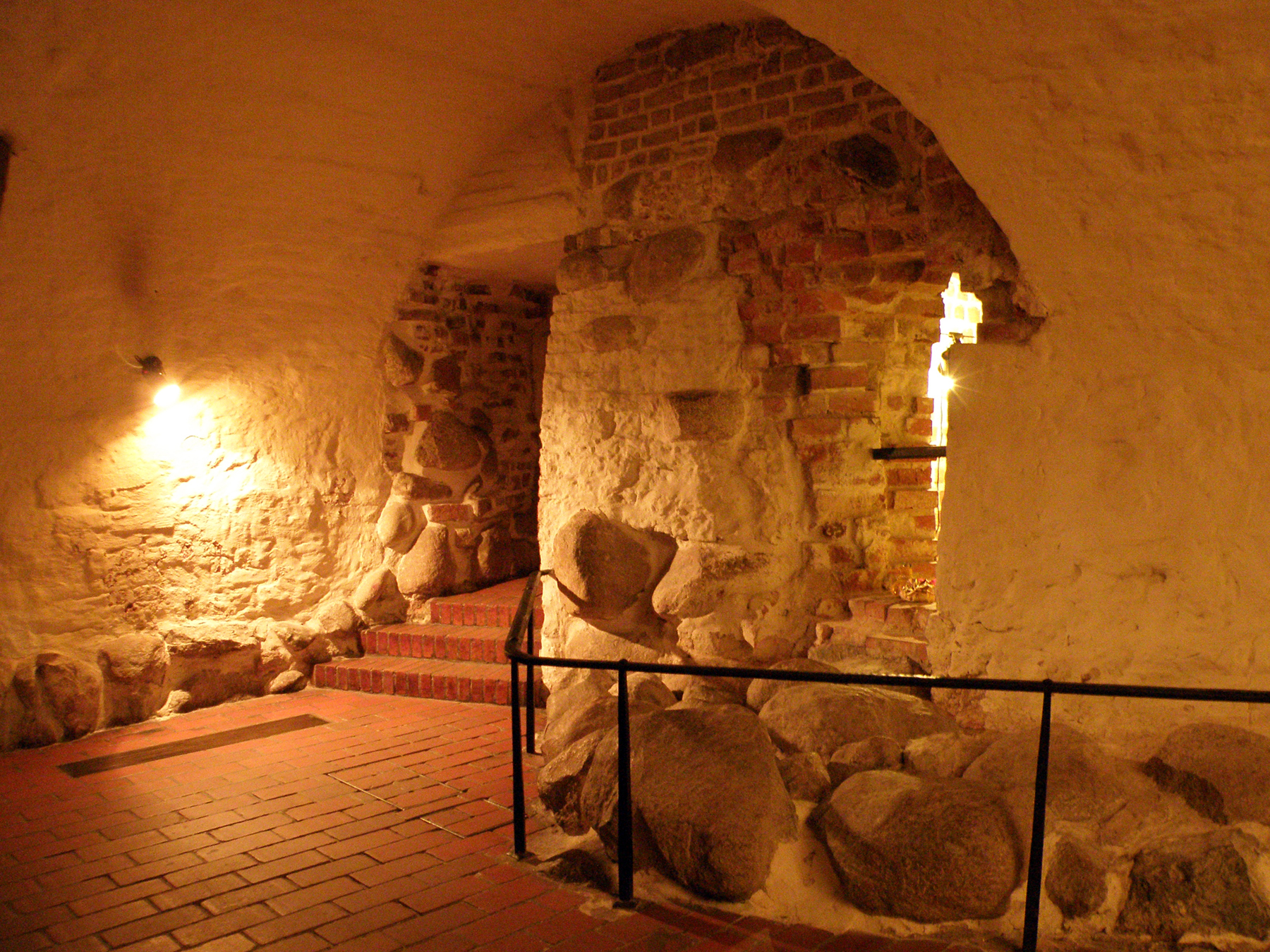
Pivnițe
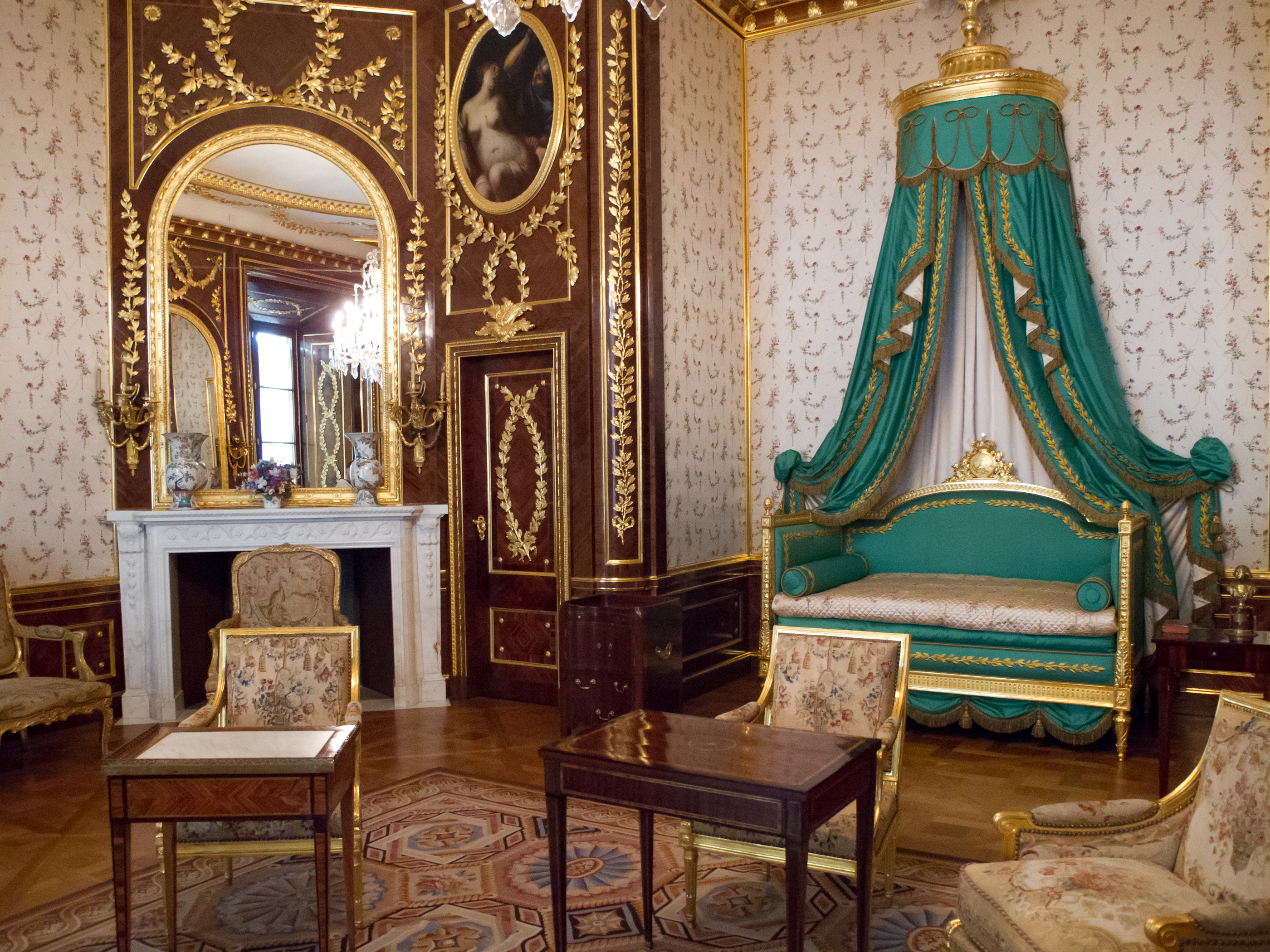
Dormitorul regal

## Colecții Lanckoroński

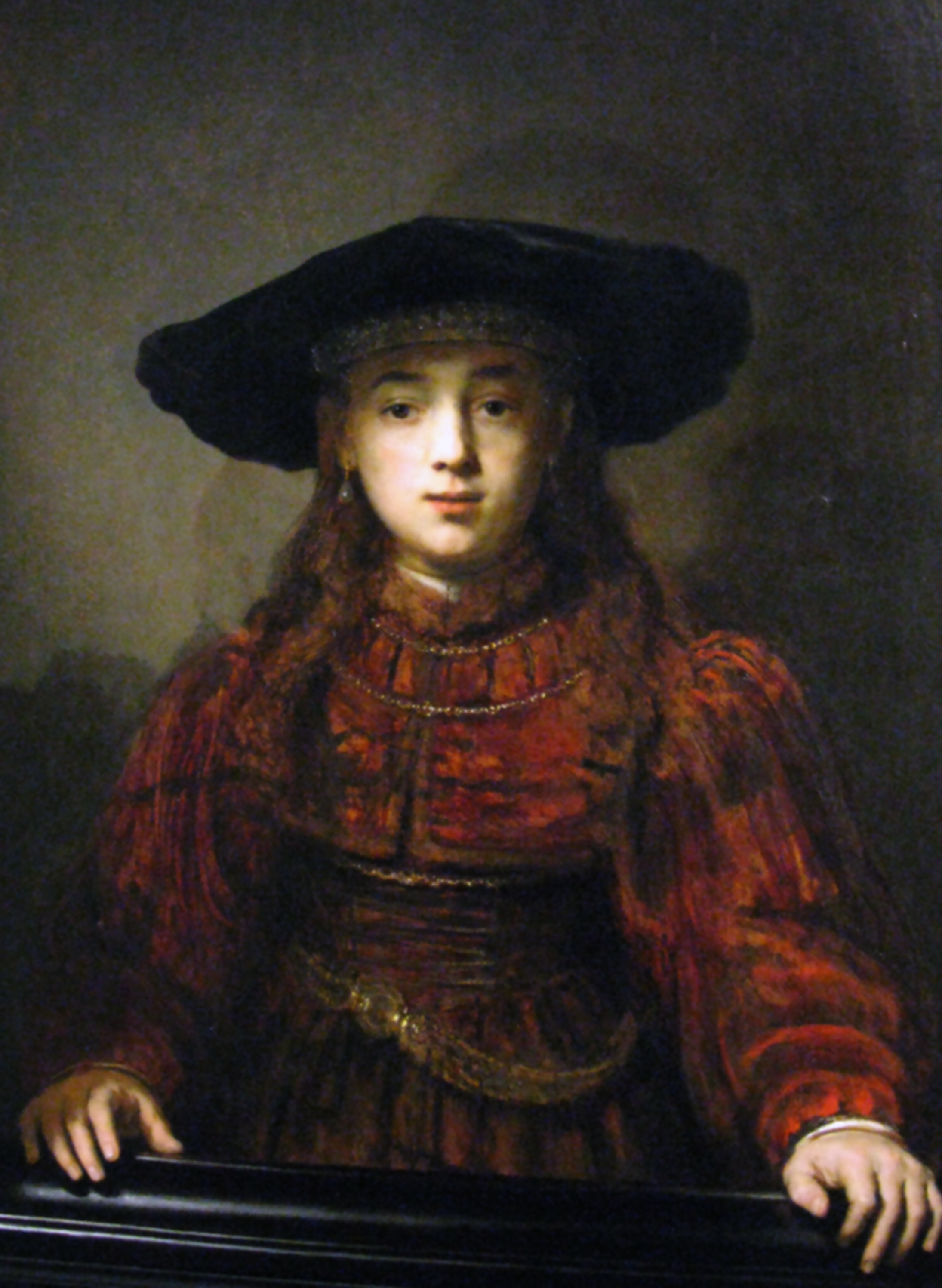
Rembrandt, Fata din rama tabloului (Mireasa evreiască), 1641
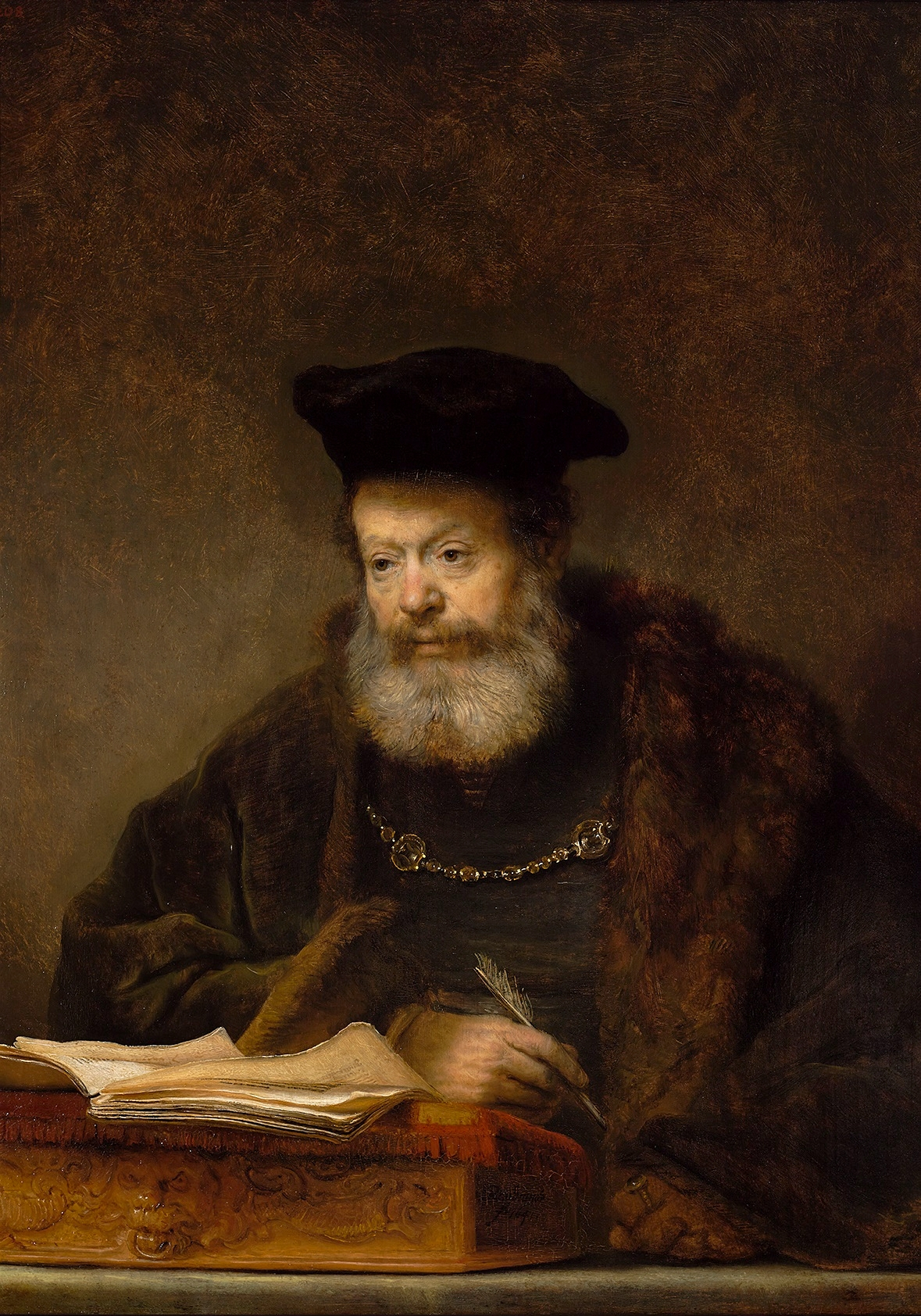
Rembrandt, Uczony przy pulpicie (1641)
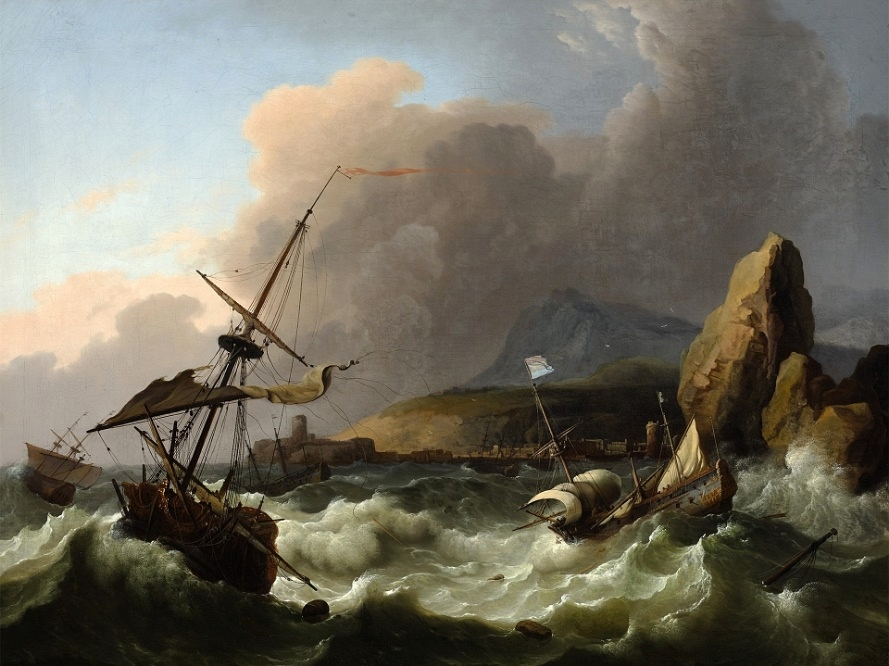
Ludolf Backhuysen, Furtuna pe mare (1702)
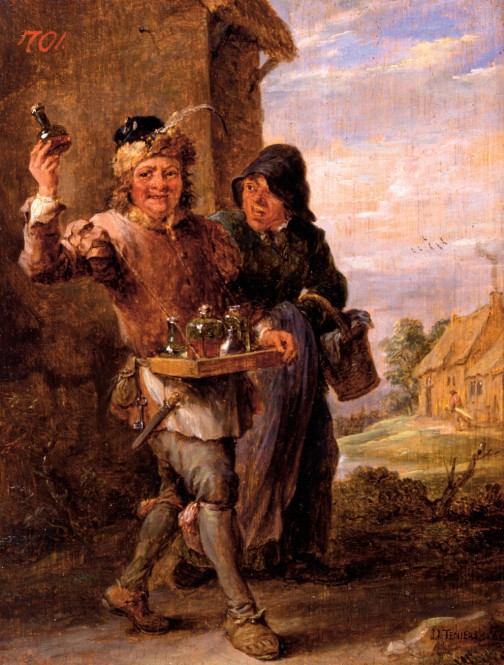
David Teniers, Doctorul de la țară (jum. sec. XVII)
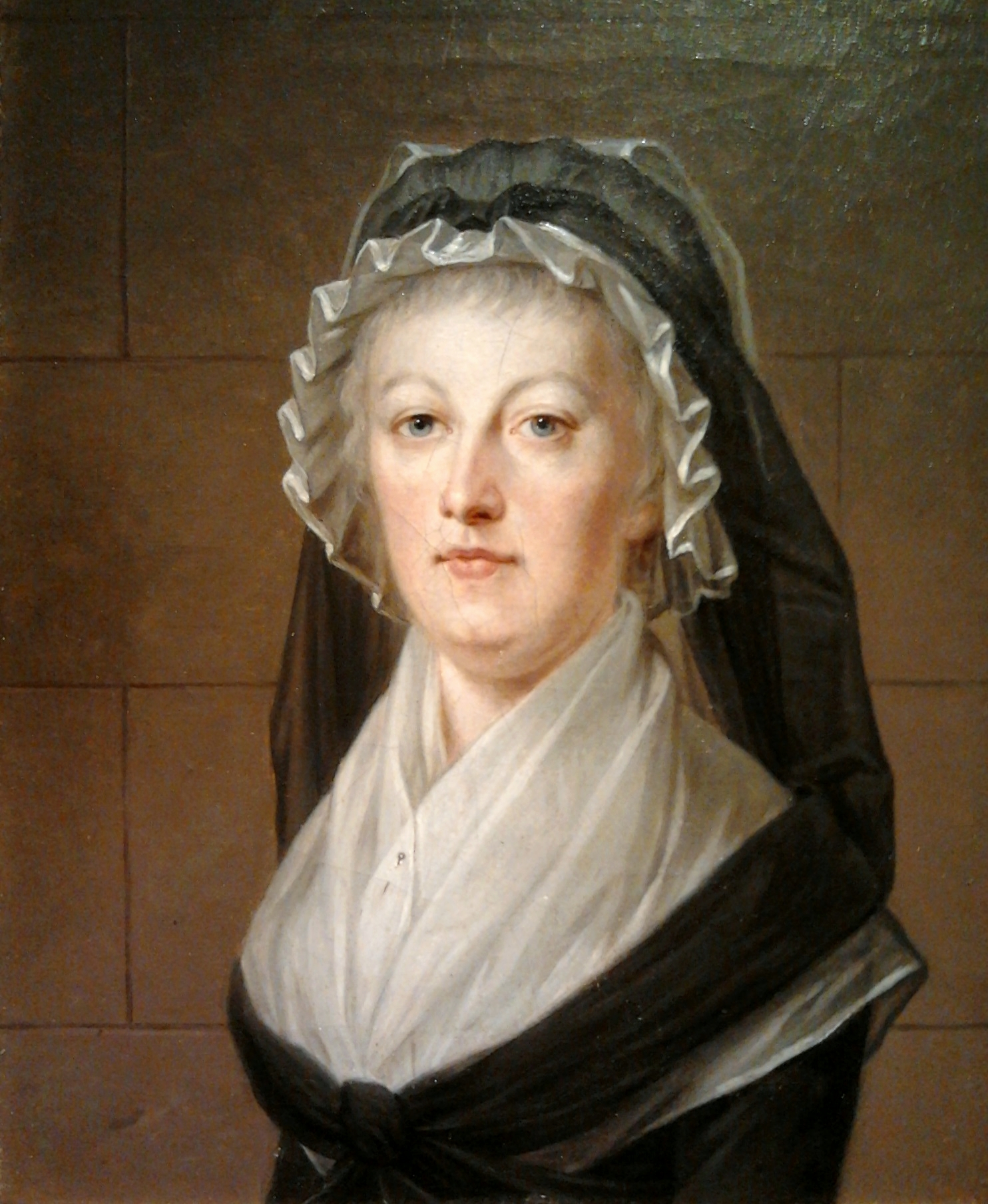
Aleksander Kucharski, Maria Antonina în închisoarea Temple (ok. 1800)
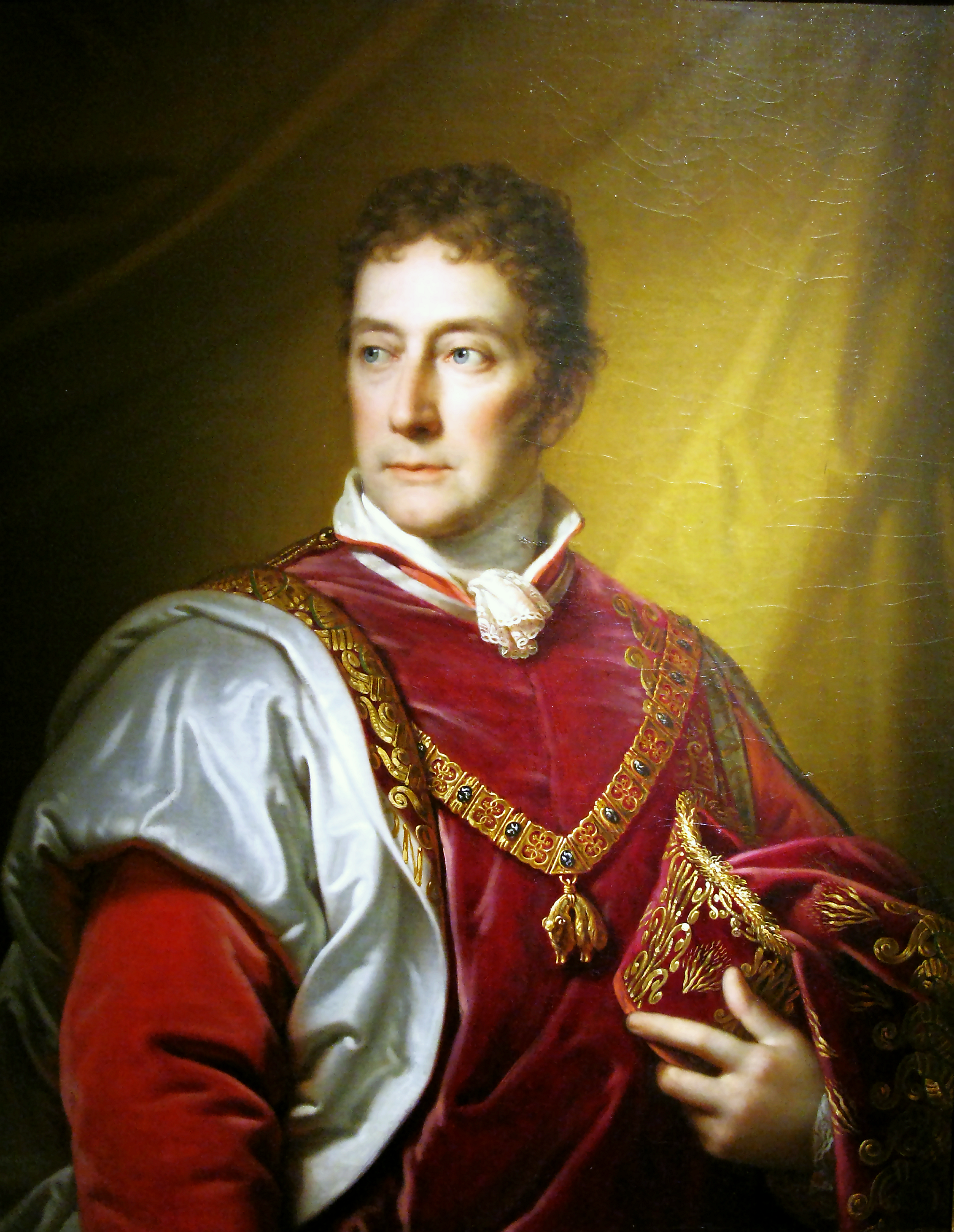
Heinrich Friedrich Füger, Portretul lui Joseph Anthony Lanckoroński (1818)

## Galerie

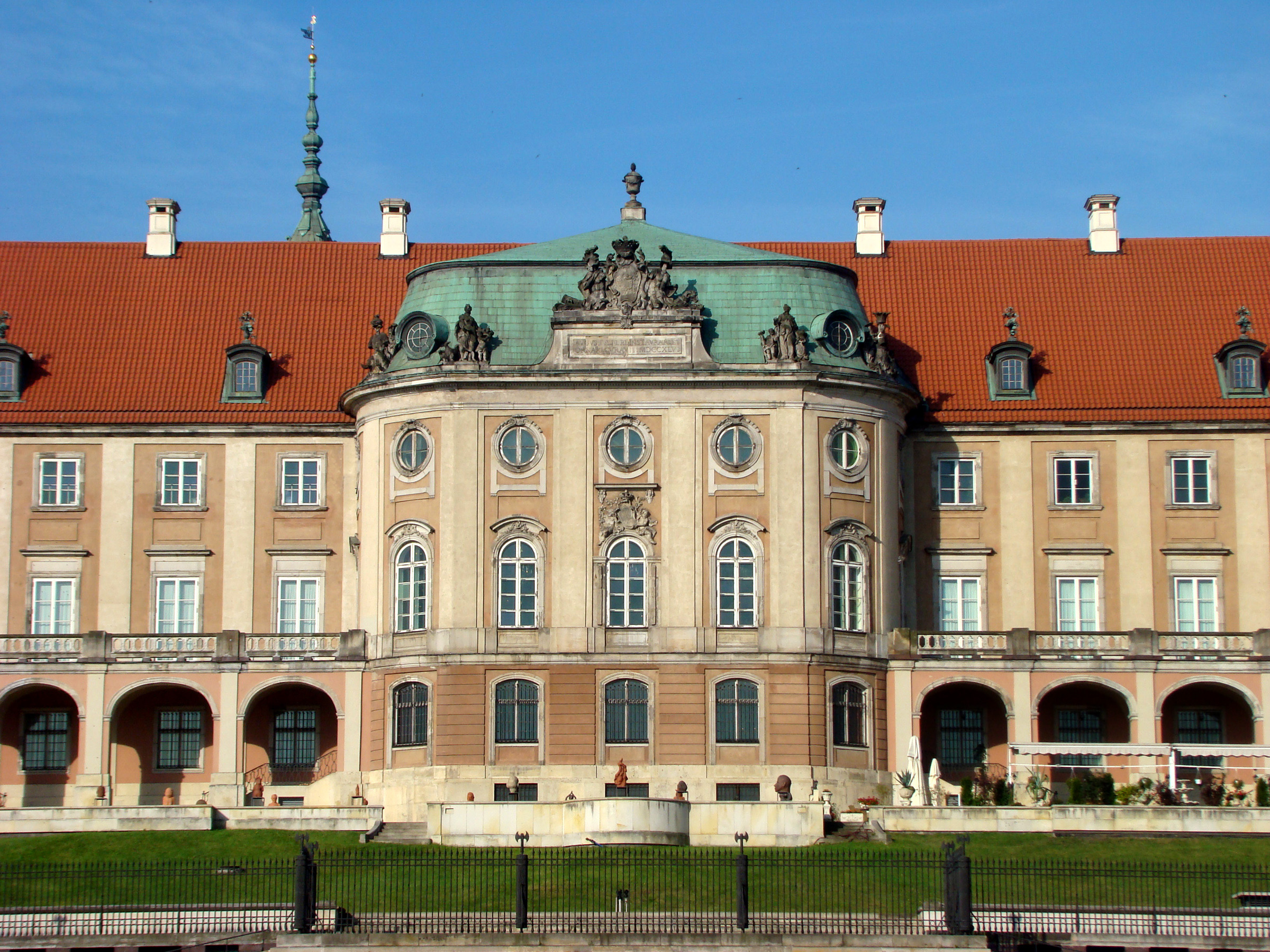
Fațada saxonă din anii 1740-1747
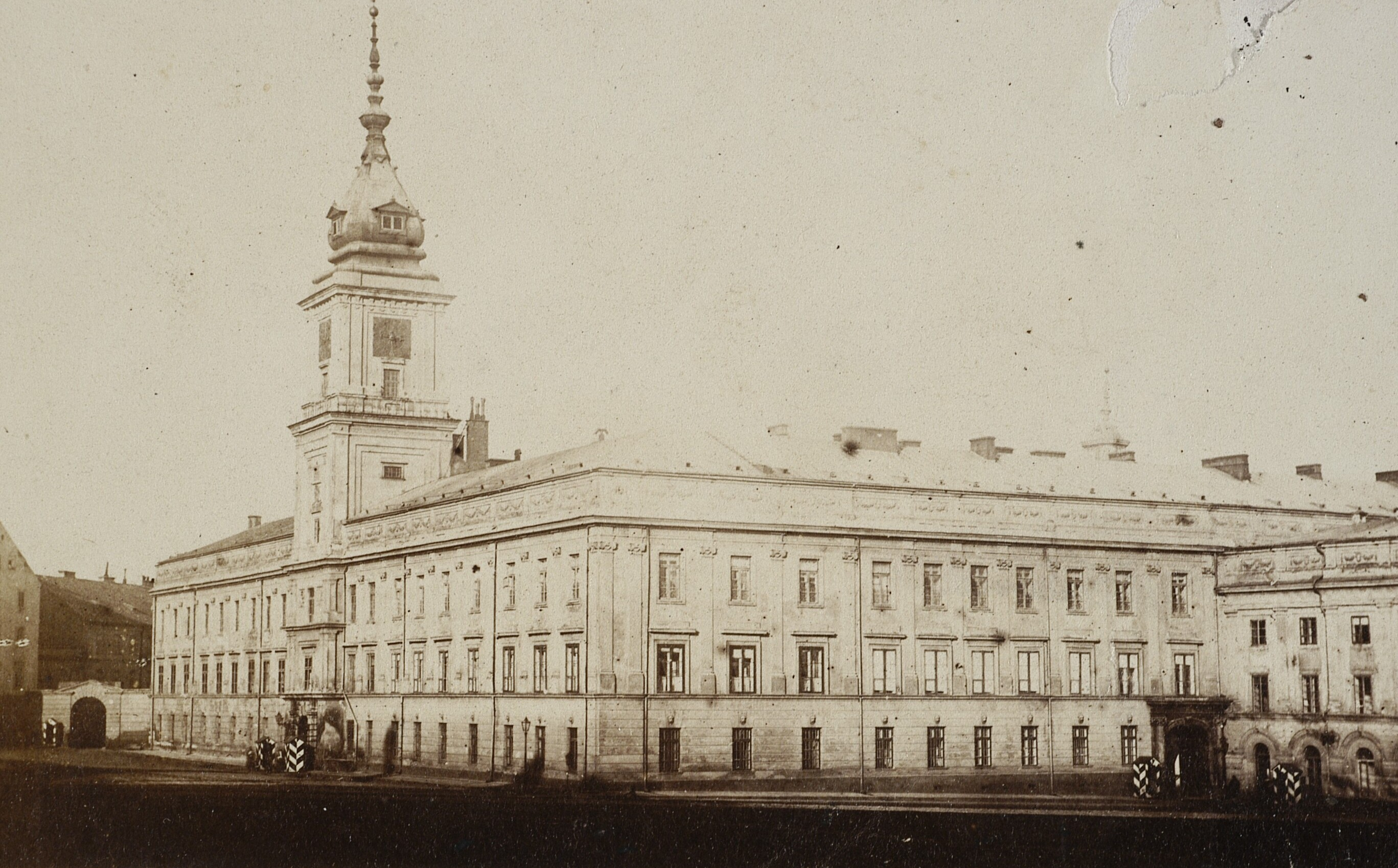
Castelul Regal, 1860
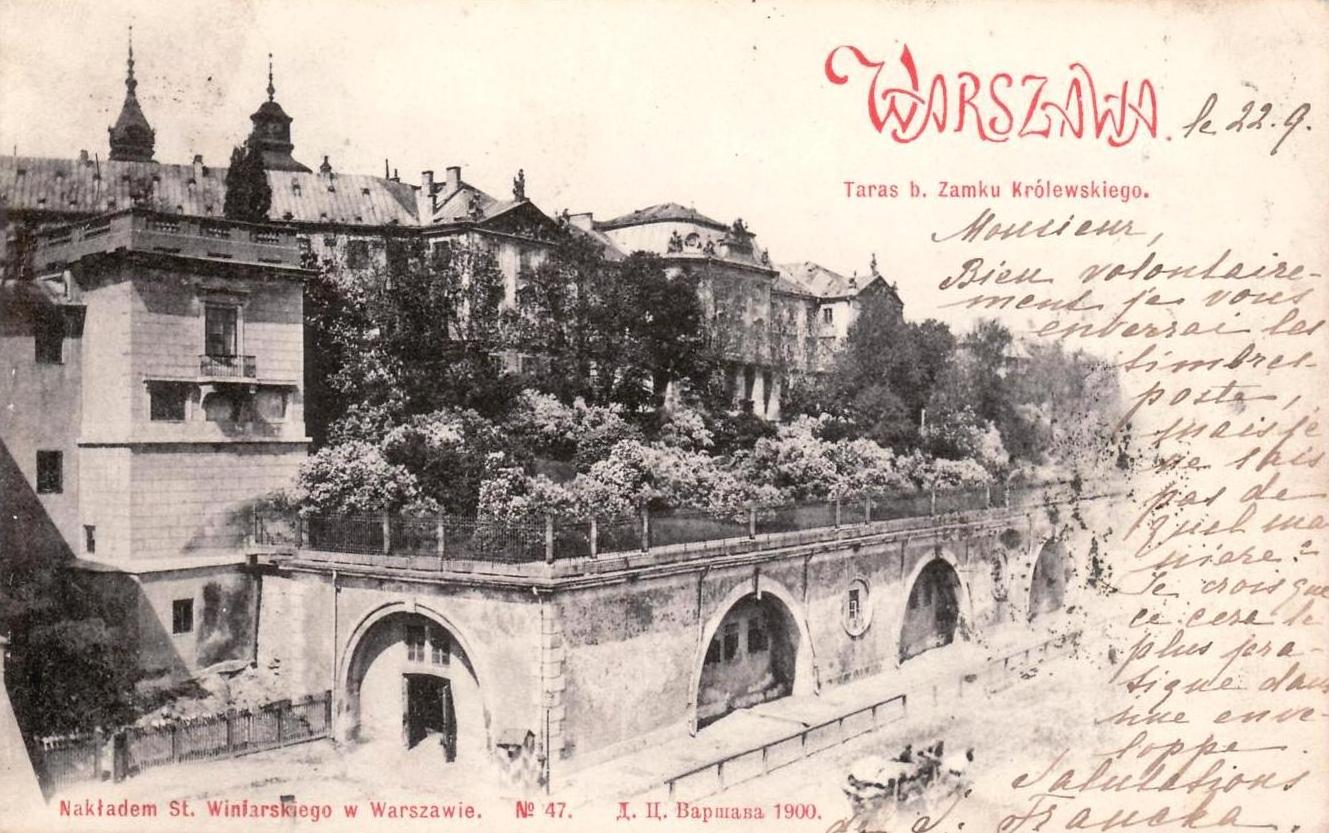
Castelul Regal, 1900
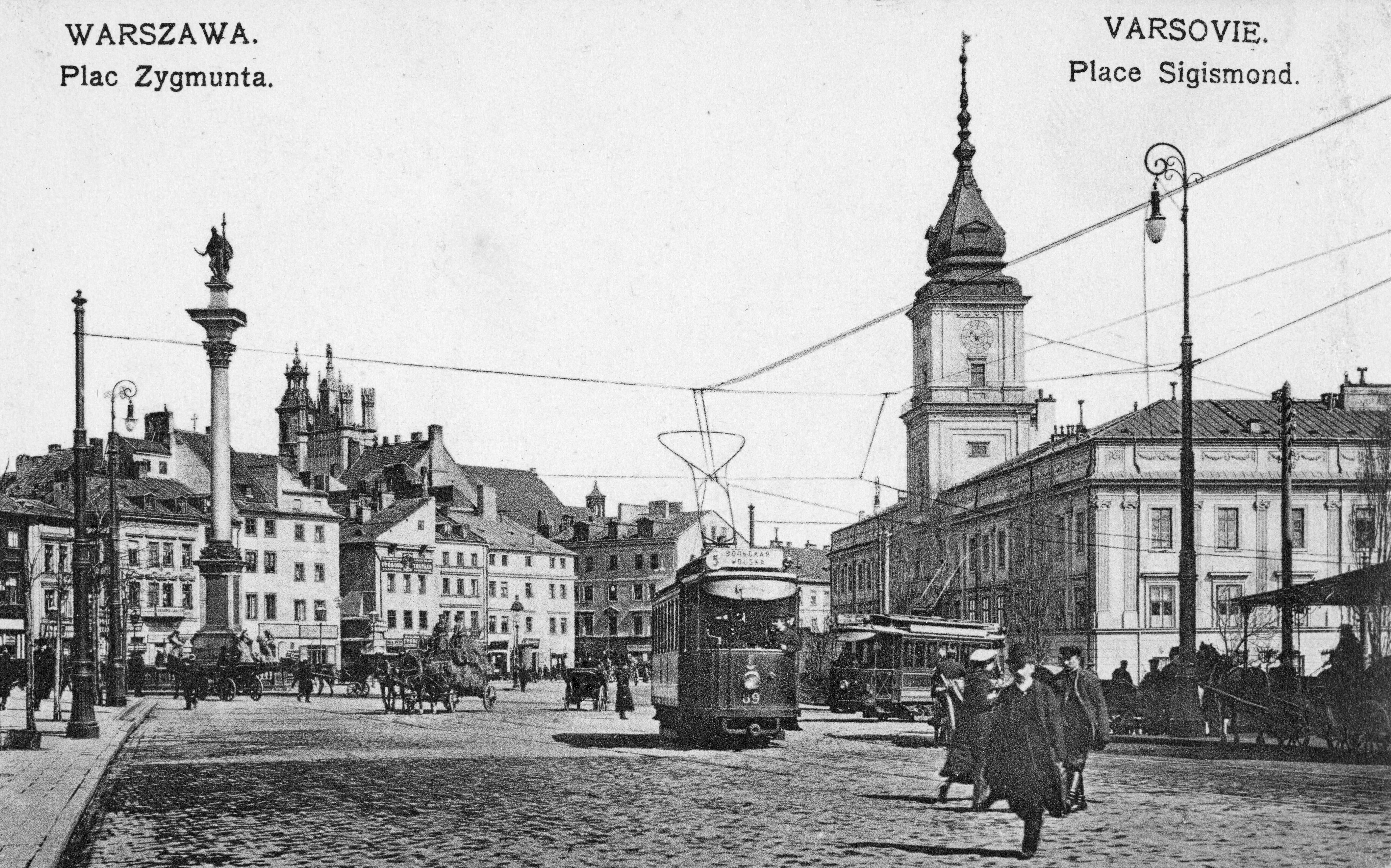
Castelul Regal, 1910
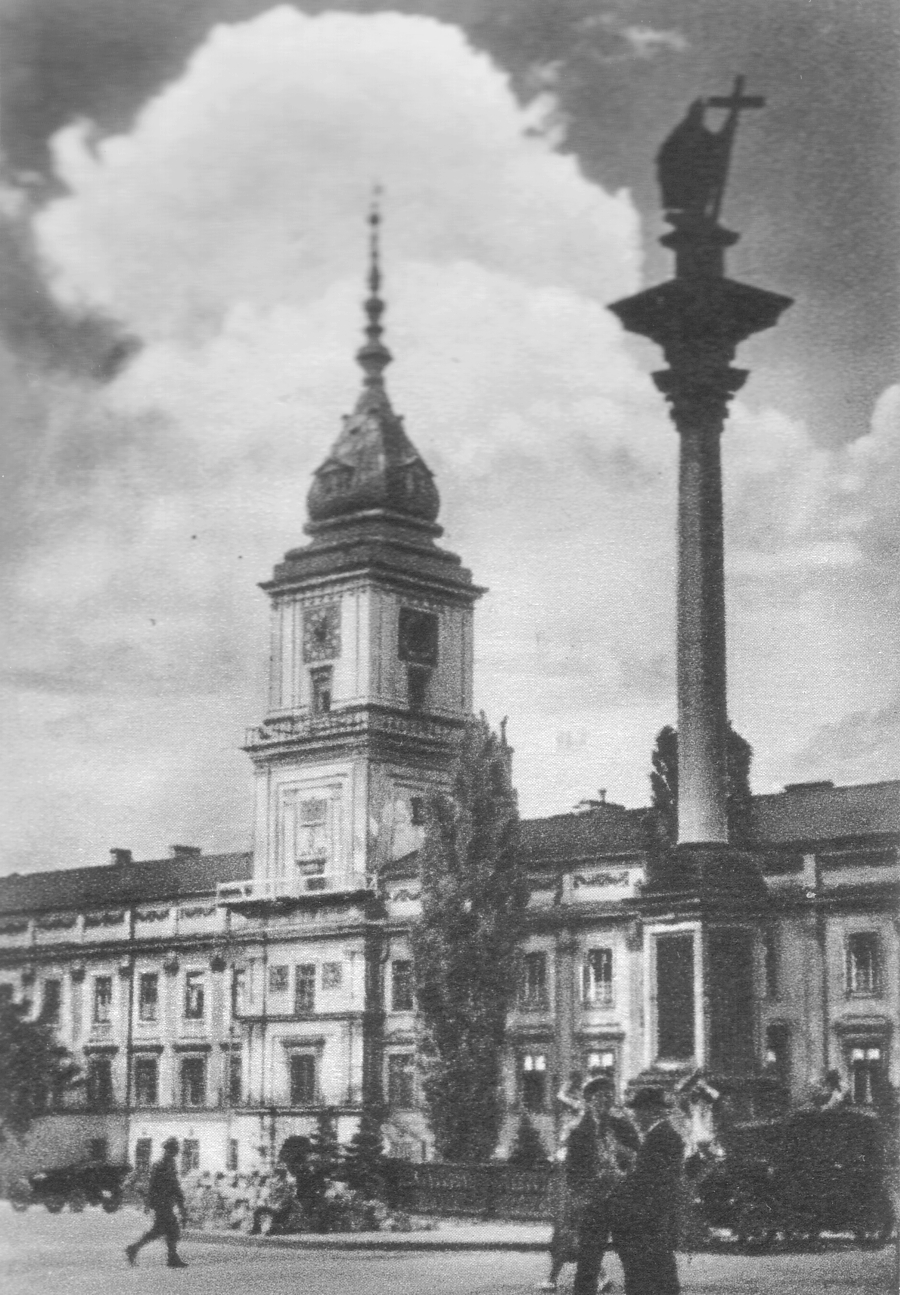
Castelul Regal din Varșovia în 1920
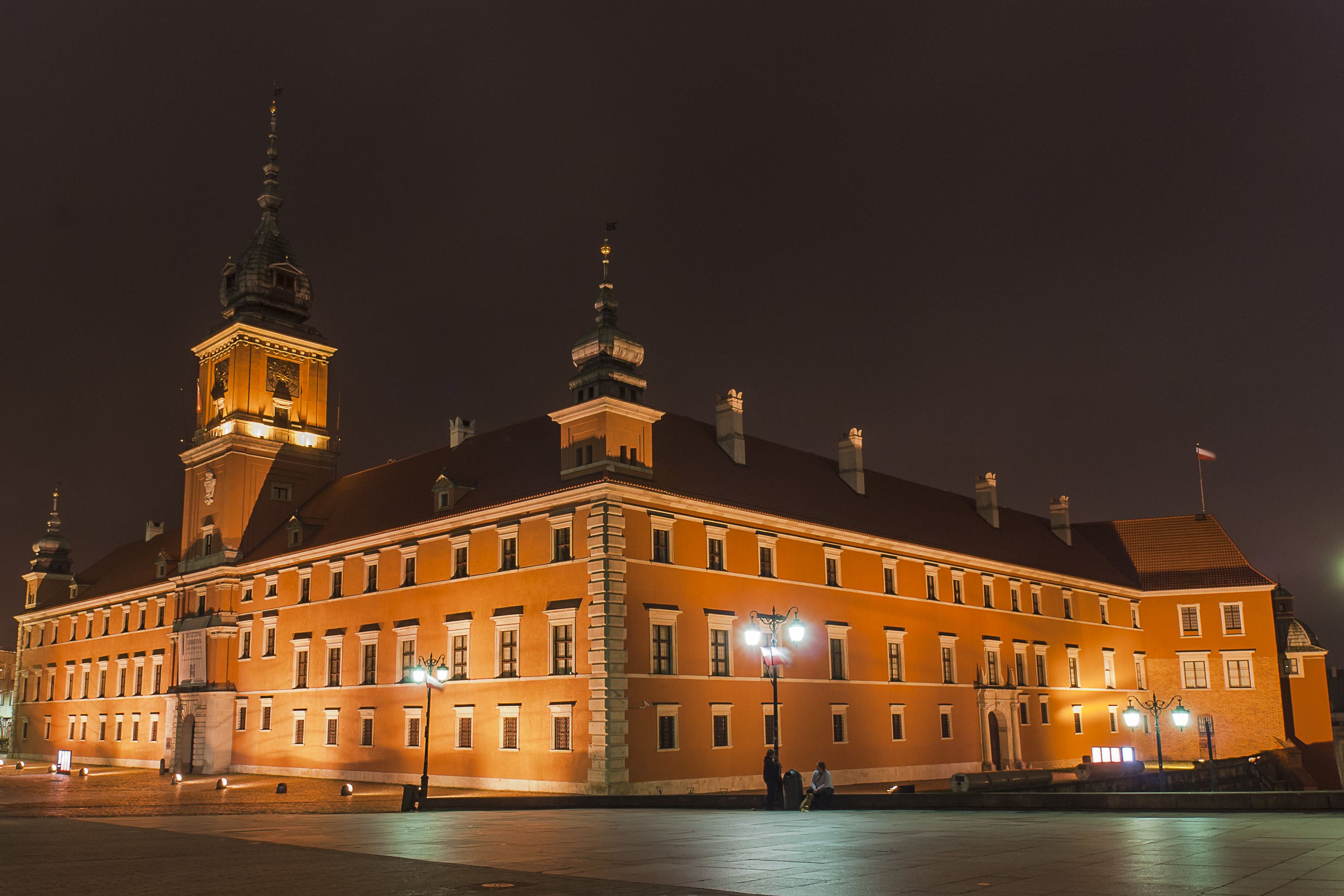
Castelul Regal în 2012
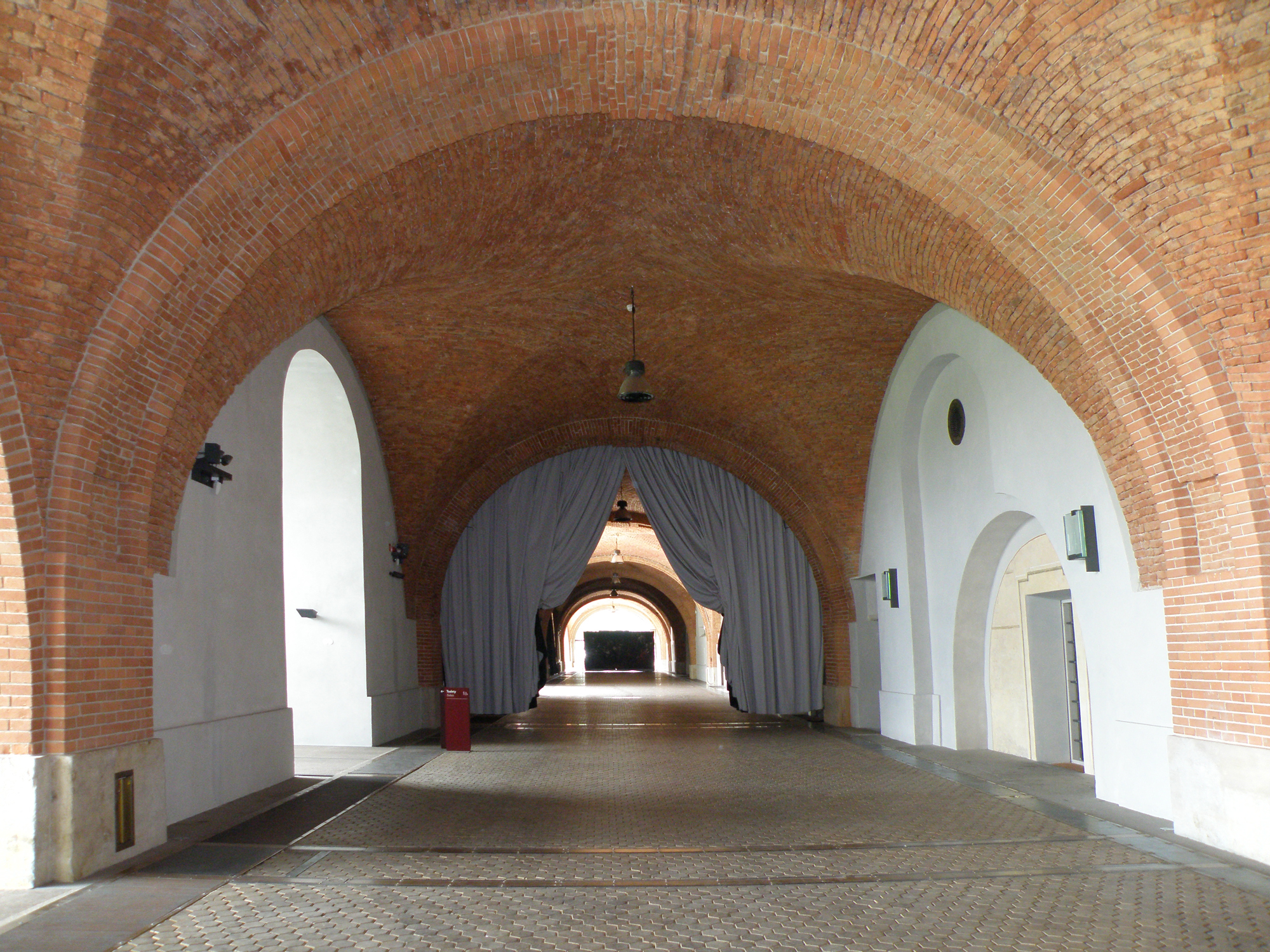
Arcadele Kubicki